# 奥夫豪森
奥夫豪森是德国巴伐利亚州的一个市镇。总面积27.30平方公里，总人口1732人，其中男性881人，女性851人（2011年12月31日），人口密度63人/平方公里。